# Pervoouralsk
Pervoouralsk (en russe : Первоура́льск — littéralement « Premier Oural ») est une ville de l'oblast de Sverdlovsk, en Russie. Sa population s'élevait à 124 447 habitants en 2017.

## Géographie
Pervoouralsk est arrosée par la rivière Tchoussovaïa, un affluent de la Kama. Elle est connue pour être placée à la limite de l'Europe et de l'Asie. Pervoouralsk est située à 41 km à l'ouest de Iekaterinbourg, dont elle est séparée par la chaîne principale de l'Oural ; ses premiers contreforts ne sont qu'à deux kilomètres de la ville. Pervoouralsk se trouve à 1 378 km à l'est de Moscou.

## Histoire
La ville a été créée en 1732 sur l'emplacement d'une usine sidérurgique construite à l'initiative de l'entrepreneur Vassili Demidov. Elle fut à l'époque appelée Vassilevsko-Chaïtanski (russe : Васильевско-Шайтанский). Renommée en 1920 « Première usine intégrée de tuyaux lisses de l'Oural », son nom est abrégé en « Premier Oural » ou Pervoouralsk lorsqu'elle reçoit le statut de ville en 1933.
|  |

## Population
Recensements (*) ou estimations de la population
| 1926* | 1939*  | 1959*  | 1970*   | 1979*   | 1989*   | 2002*   |
| ----- | ------ | ------ | ------- | ------- | ------- | ------- |
| 9 179 | 44 239 | 90 424 | 116 646 | 129 189 | 142 193 | 132 277 |

| 2010*   | 2012    | 2013    | 2014    | 2015    | 2016    | 2017    |
| ------- | ------- | ------- | ------- | ------- | ------- | ------- |
| 124 528 | 125 364 | 125 490 | 125 573 | 125 495 | 124 981 | 124 447 |

## Économie
La principale entreprise de la ville est la société PNTZ (nom complet : Первоуральский новотрубный завод, Pervoouralski novotroubny zavod), fondée en 1934. PNTZ est un des principaux fabricants de tubes d'acier de Russie et emploie 14 000 salariés à Pervoouralsk.